# 第73回都市対抗野球大会予選
第73回都市対抗野球大会予選は、第73回都市対抗野球大会本戦出場に至るまでの全471試合の結果をまとめたものである。なお、代表決定戦以外でのコールドゲーム、延長戦のイニングについては記していない。

## 概要
- 2002年5月3日の宮城県1次予選から、同7月11日の東北地区第2代表決定戦まで約2ヵ月余りにわたり行われた。
- 今大会では試験的に出場チームが従来までの32チームが28チームに減らされた。（翌年には32チームに戻された。）
- 初出場は一光と伏木海陸運送の2チーム。
  - 一光は前年から代表決定戦5連敗を喫したが、「6度目の正直」で出場権を獲得した。
- 今季限りで休部や廃部が決まっていたいすゞ自動車と協和発酵が「最後の夏」で出場権を獲得した。
  - 協和発酵は今大会の出場チームで最長ブランクとなる11年ぶりの出場となった。
- 最長連続出場はJTの7年連続。前年まで12年連続で出場していた日本生命は予選で敗退した。
- 東芝と三菱自動車川崎が出場権を逃し、第21回以降続いていた川崎市からの連続出場は52年で途切れた。

## 出場枠
- 北海道1、東北2、北信越1、北関東1、南関東2、東京2、神奈川2、関東（北関東・南関東・東京・神奈川）2、東海5、京滋奈1、阪和2、兵庫1、近畿（京滋奈・阪和・兵庫）1、中国2、四国1、九州2
  - 北海道は1減の1枠となったが、32チームに戻された翌年以降も1枠のままとなった。
  - 関東地区では東京と神奈川がそれぞれ1減となり、関東地区予選の出場枠が1増の2枠となった。従来、北関東と南関東の次点チームが出場していた関東地区予選には新たに東京と神奈川の次点チームも出場するようになった。なお、翌年以降は東京が1増となった。
  - 近畿地区では阪和と兵庫がそれぞれ1減となり、新設された近畿地区予選にて京滋奈を含む次点チーム3チームが1枠を争った。なお、翌年以降は阪和が1増となった。
  - 前回まで単独の出場枠があった静岡は東海地区に編入された。合計の出場枠数は増減なしであったが、前回、割り当てられていた特別枠の1枠は削られた。翌年以降は1増となった。
  - 翌年以降、特別枠が復活した。

## 北海道地区

### 1次予選
- 1回戦

ウイン北広島　6－5　旭川自衛隊
函館太洋倶楽部　7－0　札幌ブルーインズ
小樽野球協会　2－1　札幌倶楽部
札幌ホーネッツ　10－2　札幌ブルーマックス
オール苫小牧　10－0　帯広倶楽部
旭川グレートベアーズ　3－2　WEEDしらおい
航空自衛隊千歳　20－2　森倶楽部
- 2回戦

ウイン北広島　5－4　函館太洋倶楽部
札幌ホーネッツ　13－4　小樽野球協会
オール苫小牧　10－0　旭川グレートベアーズ
航空自衛隊千歳　14－0　ブレーブくしろ
- 代表決定戦

サンワード貿易　7－1　ウイン北広島
室蘭シャークス　6－2　札幌ホーネッツ
NTT北海道　2－0　オール苫小牧
航空自衛隊千歳　5－3　JR北海道
サンワード貿易、室蘭シャークス、NTT北海道、航空自衛隊千歳が2次予選に進出

### 2次予選
- 代表決定リーグ戦

第1戦　室蘭シャークス　7－2　航空自衛隊千歳
第2戦　サンワード貿易　7－4　NTT北海道
第3戦　サンワード貿易　10－0　航空自衛隊千歳
第4戦　室蘭シャークス　3－2　NTT北海道
第5戦　NTT北海道　2－1　航空自衛隊千歳
第6戦　サンワード貿易　3－0　室蘭シャークス
（最終結果　1位：サンワード貿易（3勝）、2位：室蘭シャークス（2勝1敗）、3位：NTT北海道（1勝2敗）、4位：航空自衛隊千歳（3敗））
サンワード貿易が本戦出場

## 東北地区

### 青森県1次予選
- 1回戦

全弘前倶楽部　11－1　オール青森クラブ
羽柴ファイターズ　5－4　青森ベースボールクラブ
- 準決勝

全弘前倶楽部　9－4　三菱製紙八戸クラブ
自衛隊青森　5－4　羽柴ファイターズ
- 代表決定戦

自衛隊青森　11－4　全弘前倶楽部
自衛隊青森が東北2次予選に進出

### 岩手県1次予選
- クラブ1回戦

宮古倶楽部　7－2　黒陵クラブ
- クラブ2回戦

盛岡市立クラブ　4－3　住田硬式野球クラブ
福高クラブ　9－6　高田クラブ
盛友クラブ　6－5　佐藤組北上球友クラブ
一関三星倶楽部　6－3　遠野クラブ
盛岡倶楽部　8－5　前沢野球倶楽部
オール江刺　4－3　一戸桜陵クラブ
花巻硬友倶楽部　8－2　釜石野球団
宮古倶楽部　18－5　大槌倶楽部
- クラブ代表決定戦

盛岡市立クラブ　8－5　福高クラブ
一関三星クラブ　7－3　盛友クラブ
オール江刺　12－2　盛岡倶楽部
宮古倶楽部　15－4　花巻硬友倶楽部
- 1回戦

水沢駒形野球倶楽部　8－5　JAいわて
JR盛岡　3－2　赤崎野球クラブ
オール江刺　7－1　一関三星倶楽部
久慈クラブ　10－0　盛岡市立クラブ
- 2回戦

オール江刺　4－2　宮古倶楽部
宮城建設　3－2　久慈クラブ
太平洋セメント　2－0　水沢駒形野球倶楽部
JR盛岡　7－5　オール不来方
- 準決勝（代表決定戦）

宮城建設　12－0　オール江刺
太平洋セメント　7－2　JR盛岡
- 決勝

宮城建設　3－1　太平洋セメント
- 第3代表決定戦

JR盛岡　3－1　オール江刺
宮城建設、太平洋セメント、JR盛岡が東北2次予選に進出

### 秋田県1次予選
- 1回戦

秋田王冠クラブ　3－1　能代松陵クラブ
秋田経法大校友クラブ　6－4　互大設備ダイヤモンドクラブ
- 2回戦

ユーランドクラブ　16－2　大曲ベースボールクラブ
秋田ベースボールクラブ　7－5　JR秋田
秋田銀行　7－5　秋田王冠クラブ
TDK　13－3　秋田経法大校友クラブ
- 準決勝（代表決定戦）

秋田銀行　10－1　ユーランドクラブ
TDK　8－1　秋田ベースボールクラブ
- 決勝

TDK　4－0　秋田銀行
TDK、秋田銀行が東北2次予選に進出

### 宮城県1次予選
- クラブ1回戦

北杜学園クラブ　4－3　登米クラブ
- クラブ代表決定戦

北杜学園クラブ　3－2　S・Aクラブ
東北福祉大学クラブ　2－0　サニークラブ
白山クラブ　8－0　青葉クラブ
- 1回戦

七十七銀行　17－0　東北福祉大学クラブ
JT　7－2　日本製紙石巻
JR東日本東北　10－0　白山クラブ
NTTグループ東北マークス　3－0　北杜学園クラブ
- 敗者復活1回戦

日本製紙石巻　10－0　東北福祉大学クラブ
白山クラブ　2－1　北杜学園クラブ
- 準決勝（代表決定戦）

JT　8－3　七十七銀行
JR東日本東北　14－0　NTTグループ東北マークス
- 敗者復活2回戦（代表決定戦）

NTTグループ東北マークス　3－1　日本製紙石巻
七十七銀行　10－0　白山クラブ
- 第5代表決定戦

日本製紙石巻　11－0　白山クラブ
- 3位決定戦

七十七銀行　7－0　NTTグループ東北マークス
- 決勝

JR東日本東北　2－0　JT
JR東日本、JT、七十七銀行、NTTグループ東北マークス、日本製紙石巻が東北2次予選に進出

### 山形県1次予選
- 1回戦

山形しあわせ銀行　10－0　新庄球友クラブ
鶴岡野球クラブ　11－3　マリーンベースボールクラブ酒田
- 代表決定戦

山形しあわせ銀行　12－0　鶴岡野球クラブ
山形しあわせ銀行が東北2次予選に進出

### 福島県1次予選
- 1回戦

自衛隊福島　3－1　川俣クラブ
福島硬友クラブ　3－2　オールいわきクラブ
郡山ベースボールクラブ　8－2　須賀川クラブ
二本松クラブ　4－0　小名浜クラブ
福島クラブ　11－3　矢吹クラブ
保原クラブ　13－4　ニュー相馬クラブ
岩瀬書店クラブ　19－9　あぶくまベースボールクラブ
北斗野球クラブ　12－7　平工OB野球クラブ
田島硬式野球クラブ　10－1　飯野クラブ
- 2回戦

二本松クラブ　6－1　オール喜多方クラブ
福島クラブ　8－4　いわきベースボールクラブ
自衛隊福島　5－4　いわき菊田クラブ
福島硬友クラブ　8－2　小峰クラブ
保原クラブ　22－3　表郷硬友クラブ
郡山ベースボールクラブ　7－4　北斗野球クラブ
オール双葉野球クラブ　10－5　田島硬式野球クラブ
岩瀬書店クラブ　8－4　全白河野球クラブ
- 準々決勝

福島硬友クラブ　3－2　自衛隊福島
郡山ベースボールクラブ　9－3　オール双葉野球クラブ
二本松クラブ　6－5　福島クラブ
保原クラブ　10－0　岩瀬書店クラブ
- 準決勝

郡山ベースボールクラブ　2－0　福島硬友クラブ
二本松クラブ　5－4　保原クラブ
- 決勝（代表決定戦）

郡山ベースボールクラブ　5－4　二本松クラブ
郡山ベースボールクラブが東北2次予選に進出

### 東北2次予選
- 1回戦

JT　20－0　自衛隊青森
日本製紙石巻　15－6　太平洋セメント
七十七銀行　2－1　TDK
NTTグループ東北マークス　8－2　JR盛岡
宮城建設　6－4　秋田銀行
- 2回戦

JT　9－2　日本製紙石巻
七十七銀行　10－1　郡山ベースボールクラブ
NTTグループ東北マークス　7－2　山形しあわせ銀行
JR東日本東北　3－2　宮城建設
- 敗者復活1回戦

太平洋セメント　10－0　自衛隊青森
- 敗者復活2回戦

太平洋セメント　7－0　郡山ベースボールクラブ
TDK　7－2　日本製紙石巻
宮城建設　8－1　JR盛岡
山形しあわせ銀行　4－2　秋田銀行
- 敗者復活3回戦

TDK　12－2　太平洋セメント
山形しあわせ銀行　4－1　宮城建設
- 準決勝

JT　5－0　七十七銀行
JR東日本東北　9－3　NTTグループ東北マークス
- 敗者復活4回戦

TDK　7－0　NTTグループ東北マークス
七十七銀行　5－1　山形しあわせ銀行
- 敗者復活5回戦

七十七銀行　2－1　TDK
- 第1代表決定戦

JT　4－0　JR東日本東北
- 第2代表決定戦

JR東日本東北　5－1　七十七銀行
JT、JR東日本東北が本戦出場

## 北関東地区

### 茨城県1次予選
- 1回戦

全フィフティ小川　9－0　大子ベアーズ
全神栖クラブ　8－7　全鹿嶋倶楽部
鉾田クラブ　8－6　大宮クラブ
全水戸クラブ　7－5　全東海野球団
JR水戸　10－2　全日立ドリームズ
- 2回戦

鹿島レインボーズ　7－1　全神栖クラブ
住友金属鹿島　17－0　全フィフティ小川
鉾田クラブ　7－1　全水戸クラブ
日立製作所　16－2　JR水戸
- 準決勝（代表決定戦）

住友金属鹿島　14－0　鹿島レインボーズ
日立製作所　11－1　鉾田クラブ
- 決勝

日立製作所　9－0　住友金属鹿島
日立製作所、住友金属鹿島が北関東2次予選に進出

### 栃木県1次予選
- 1回戦

全鹿沼倶楽部　6－5　宇都宮大学OBクラブ
作新クラブ　14－4　THREE NINE CLUB
佐野日大クラブ　13－8　烏山倶楽部
城山倶楽部　（不戦勝）　全大田原
宇工OBクラブ　12－0　コットンウェイクラブ
- 2回戦（代表決定戦）

全足利クラブ　15－1　全鹿沼倶楽部
全栃木倶楽部　11－4　作新クラブ
城山倶楽部　15－9　佐野日大クラブ
全宇都宮クラブ　9－4　宇工OBクラブ
- 準決勝

全足利クラブ　6－2　全栃木倶楽部
全宇都宮クラブ　（不戦勝）　城山倶楽部
- 決勝

全足利クラブ　6－4　全宇都宮クラブ
全足利クラブ、全宇都宮クラブ、全栃木倶楽部、城山倶楽部が北関東2次予選に進出

### 群馬県1次予選
- 1回戦

オール高崎野球倶楽部　7－6　全吾妻硬式野球倶楽部
桐生建友クラブ　10－3　アゼリア館林硬式野球クラブ
- 2回戦

全前橋野球倶楽部　11－1　大泉硬友野球クラブ
桐生建友クラブ　（不戦勝）　伊勢崎レッドソックス
全伊勢崎硬建クラブ　1－0　オール高崎野球倶楽部
全桐生硬友クラブ　8－3　太田球友野球倶楽部
- 準々決勝

全伊勢崎硬建クラブ　9－1　全桐生硬友クラブ
全前橋野球倶楽部　12－3　桐生建友クラブ
- 準決勝（代表決定戦）

全伊勢崎硬建クラブ　11－2　全前橋野球倶楽部
- 決勝

富士重工業　10－0　全伊勢崎硬建クラブ
富士重工業、全伊勢崎硬建クラブが北関東2次予選に進出

### 北関東2次予選
- 1回戦

全足利クラブ　4－2　全伊勢崎硬建クラブ
日立製作所　13－2　全栃木野球倶楽部
住友金属鹿島　4－0　全宇都宮クラブ
富士重工業　9－0　城山倶楽部
- 準決勝

日立製作所　8－0　全足利クラブ
住友金属鹿島　1－0　富士重工業
- 敗者復活1回戦

富士重工業　5－1　全足利クラブ
- 第1代表決定戦

日立製作所　3－0　住友金属鹿島
- 関東予選代表決定戦

富士重工業　5－4　住友金属鹿島
日立製作所が本戦出場、富士重工業は関東地区予選に進出

## 南関東地区

### 埼玉県1次予選
- 1回戦

全浦和野球団　13－3　都幾川倶楽部
全大宮野球団　9－8　全三郷
川口球友クラブ　5－1　松山OBクラブ
- 2回戦

日本通運　10－0　全浦和野球団
かみかわクラブ　5－2　全大宮野球団
鷺宮製作所狭山　5－4　全熊谷
ホンダ　20－10　川口球友クラブ
- 敗者復活1回戦

全大宮野球団　9－4　全浦和野球団
松山OBクラブ　7－2　全熊谷
全三郷　16－13　都幾川倶楽部
- 敗者復活2回戦

全大宮野球団　22－10　松山OBクラブ
川口球友クラブ　6－1　全三郷
- 準決勝（代表決定戦）

日本通運　23－0　かみかわクラブ
ホンダ　2－1　鷺宮製作所狭山
- 敗者復活3回戦

鷺宮製作所狭山　13－5　全大宮野球団
川口球友クラブ　17－12　かみかわクラブ
- 敗者復活代表決定戦

川口球友クラブ　5－3　鷺宮製作所狭山
- 決勝

ホンダ　5－2　日本通運
ホンダ、日本通運、川口球友クラブが南関東2次予選に進出

### 千葉県1次予選
- 第1代表決定戦

川崎製鉄千葉　12－6　新日鐵君津
- クラブリーグ戦

第1戦　野田市民硬式野球倶楽部　6－3　東金球友倶楽部
第2戦　JR千葉支社硬式野球クラブ　10－7　野田市民硬式野球倶楽部
第3戦　東金球友倶楽部　4－2　JR千葉支社硬式野球クラブ
（全チーム1勝1敗のため、トーナメント方式のプレーオフへ）
- クラブトーナメント1回戦

東金球友倶楽部　3－2　JR千葉支社硬式野球クラブ
- 代表決定戦

野田市民硬式野球倶楽部　3－2　東金球友倶楽部
- 第2,3代表決定戦

新日鐵君津　15－0　野田市民硬式野球倶楽部
川崎製鉄千葉、新日鐵君津、野田市民硬式野球倶楽部が南関東2次予選に進出

### 山梨県1次予選
- 1回戦

オール櫛形　11－3　山梨球友クラブ
東海甲府クラブ　10－2　桂クラブ
- 準決勝（代表決定戦）

オール櫛形　5－4　大月クラブ
市川クラブ　7－5　東海甲府クラブ
- 決勝

オール櫛形　18－2　市川クラブ
オール櫛形、市川クラブが南関東2次予選に進出

### 南関東2次予選
- 1回戦

ホンダ　11－1　市川クラブ
新日鐵君津　10－0　川口球友クラブ
日本通運　14－0　野田市民硬式野球倶楽部
川崎製鉄千葉　10－0　オール櫛形
- 敗者復活1回戦

市川クラブ　7－4　川口球友クラブ
野田市民硬式野球倶楽部　3－1　オール櫛形
- 準決勝

新日鐵君津　2－1　ホンダ
日本通運　2－1　川崎製鉄千葉
- 敗者復活2回戦

川崎製鉄千葉　（不戦勝）　市川クラブ
ホンダ　15－2　野田市民硬式野球倶楽部
- 敗者復活3回戦

川崎製鉄千葉　6－1　ホンダ
- 第1代表決定戦

日本通運　6－2　新日鐵君津
- 第2代表決定戦

川崎製鉄千葉　3x－2　新日鐵君津
日本通運、川崎製鉄千葉が本戦出場、新日鐵君津は関東地区予選に進出

## 東京地区
- 1回戦

WIEN'94　1－0　東京好球倶楽部
東京ガス　5－4　全府中野球倶楽部
明治生命　13－5　昭島ベースボールクラブ
ローソン　9－0　西多摩倶楽部
- 2回戦

JR東日本　3－0　WIEN'94
鷺宮製作所　5－1　東京ガス
NTT東日本　4－1　明治生命
シダックス　3－1　ローソン
- 敗者復活1回戦

東京ガス　11－2　WIEN'94
ローソン　9－1　明治生命
- 準決勝

JR東日本　5－1　鷺宮製作所
NTT東日本　3－1　シダックス
- 敗者復活2回戦

シダックス　6－5　東京ガス
鷺宮製作所　6－4　ローソン
- 敗者復活3回戦

鷺宮製作所　7－4　シダックス
- 第1代表決定戦

NTT東日本　3－2　JR東日本
- 第2代表決定戦

鷺宮製作所　6－0　JR東日本
NTT東日本、鷺宮製作所が本戦出場、JR東日本は関東地区予選に出場

## 神奈川地区
- 1回戦

横浜球友クラブ　12－2　京浜野球倶楽部
日石三菱　12－2　横浜金港クラブ
東芝　13－1　全川崎クラブ
いすゞ自動車　11－1　相模原クラブ
三菱重工横浜硬式野球クラブ　12－2　WIEN BASEBALL CLUB
- 2回戦

日産自動車　15－0　横浜球友クラブ
日石三菱　7－3　東芝
いすゞ自動車　11－4　三菱重工横浜硬式野球クラブ
三菱ふそう川崎　15－0　住友電工横浜
- 敗者復活1回戦

東芝　13－1　横浜球友クラブ
三菱重工横浜硬式野球クラブ　10－5　住友電工横浜
- 準決勝

日産自動車　5－1　日石三菱
いすゞ自動車　2－1　三菱ふそう川崎
- 敗者復活2回戦

東芝　2－2　三菱ふそう川崎（延長14回引き分け）
東芝　1－0　三菱ふそう川崎（再試合）
日石三菱　3－2　三菱重工横浜硬式野球クラブ
- 敗者復活3回戦

日石三菱　2－1　東芝
- 第1代表決定戦

日産自動車　9－2　いすゞ自動車
- 第2代表決定戦

いすゞ自動車　7x－5　日石三菱　（延長15回）
日産自動車、いすゞ自動車が本戦出場、日石三菱は関東地区予選に進出

## 関東地区
- 代表決定戦

新日鐵君津　5x－4　JR東日本
富士重工業　1x－0　日石三菱 （延長17回）
新日鐵君津、富士重工業が本戦出場

## 東海地区

### 静岡県1次予選
- 1回戦

フジウンノ野球クラブ　11－10　富士クラブ
陸上自衛隊富士学校　11－1　遠州トラック野球クラブ
ケイ・スポーツベースボールクラブ　7－0　中電硬式野球クラブ
静岡硬式野球倶楽部　16－0　浜松ウナポンズ
裾野ベースボールクラブ　3－0　エースコンクラブ
- 2回戦

ケイ・スポーツベースボールクラブ　6－0　ヤマハ発動機クラブ
フジウンノ野球クラブ　10－6　陸上自衛隊富士学校
裾野ベースボールクラブ　8－0　ゲッツベースボールクラブ
静岡硬式野球倶楽部　9－0　三島クラブ
- 準決勝

ケイ・スポーツベースボールクラブ　2－1　静岡硬式野球倶楽部
裾野ベースボールクラブ　7－3　フジウンノ野球クラブ
- 決勝（代表決定戦）

ケイ・スポーツベースボールクラブ　2－0　裾野ベースボールクラブ
ケイ・スポーツベースボールクラブが東海2次予選に進出

### 三重県1次予選
- 代表決定リーグ戦

第1戦　明野レジェンズ　9－3　奥伊勢クラブ
第2戦　全三重クラブ　10－1　明野レジェンズ
第3戦　全三重クラブ　6－2　奥伊勢クラブ
全三重クラブが東海2次予選に進出

### 東海2次予選
- 第1代表決定トーナメント1回戦

ホンダ鈴鹿　4－3　トヨタ自動車
三菱自動車岡崎　6－1　JR東海
一光　3－2　西濃運輸
王子製紙　1－0　新日鐵名古屋
東海理化　8－0　全三重クラブ
昭和コンクリート　5－1　ケイ・スポーツベースボールクラブ
ヤマハ　4－1　三菱重工名古屋
東邦ガス　10－1　NTT西日本名古屋クラブ
- 第2代表決定トーナメント1回戦

トヨタ自動車　4－2　JR東海（敗退）
新日鐵名古屋　3－0　王子製紙（敗退）
ケイ・スポーツベースボールクラブ　3－1　全三重クラブ（敗退）
三菱重工名古屋　2－0　NTT西日本名古屋クラブ（敗退）
- 第1代表決定トーナメント2回戦

ホンダ鈴鹿　5－4　三菱自動車岡崎
一光　3－1　王子製紙
昭和コンクリート　7－1　東海理化
ヤマハ　2－0　東邦ガス
- 第2代表決定トーナメント2回戦

トヨタ自動車　6－0　東海理化（敗退）
東邦ガス　10－0　新日鐵名古屋（敗退）
三菱自動車岡崎　4－3　ケイ・スポーツベースボールクラブ（敗退）
王子製紙　2－1　三菱重工名古屋（敗退）
- 第2代表決定トーナメント3回戦

トヨタ自動車　3－2　東邦ガス
王子製紙　4－1　三菱自動車岡崎
- 第4代表決定トーナメント1回戦

三菱自動車岡崎　4－1　東邦ガス（敗退）
- 第1代表決定トーナメント準決勝

一光　1－0　ホンダ鈴鹿
ヤマハ　5－2　昭和コンクリート
- 第2代表決定トーナメント4回戦

トヨタ自動車　1－0　ホンダ鈴鹿
王子製紙　3－1　昭和コンクリート
- 第2代表決定トーナメント5回戦

トヨタ自動車　9－0　王子製紙
- 第3代表決定トーナメント1回戦

昭和コンクリート　4－1　ホンダ鈴鹿
- 第3代表決定トーナメント2回戦

昭和コンクリート　3－2　王子製紙
- 第4代表決定トーナメント2回戦

ホンダ鈴鹿　2－0　三菱自動車岡崎（敗退）
- 第4代表決定トーナメント3回戦

王子製紙　6－3　ホンダ鈴鹿（第5代表決定戦に出場）
- 第1代表決定戦

ヤマハ　4－2　一光
- 第2代表決定戦

トヨタ自動車　3－0　一光
- 第3代表決定戦

一光　4－0　昭和コンクリート
- 第4代表決定戦

王子製紙　3－1　昭和コンクリート
- 第5代表決定戦

ホンダ鈴鹿　2－1　昭和コンクリート
ヤマハ、トヨタ自動車、一光、王子製紙、ホンダ鈴鹿が本戦出場

## 北信越地区

### 新潟県1次予選
- 1回戦

新潟工業クラブ　7－3　MGクラブ
野田サンダーズ　14－4　新津クラブ
新潟コンマーシャル倶楽部　7－0　オール長岡野球倶楽部
ファイティングスピリット　21－3　両津リバティースター
新潟パッシオーネクラブ　5－4　オール飯豊
佐渡軍団　7－3　五泉クラブ
にいがたKD　13－2　オール東
- 2回戦

野田サンダーズ　16－4　新潟工業クラブ
新潟コンマーシャル倶楽部　8－1　ファイティングスピリット
新潟パッシオーネクラブ　3－1　佐渡軍団
新潟クラブ野球団　8－1　にいがたKD
- ブロック代表決定戦

新潟コンマーシャル倶楽部　6－1　野田サンダーズ
新潟クラブ野球団　8－1　新潟パッシオーネクラブ
- 代表決定リーグ戦

第1戦　バイタルネット　9－2　新潟コンマーシャル倶楽部
第2戦　バイタルネット　7－0　新潟クラブ野球団
第3戦　新潟コンマーシャル倶楽部　6－2　新潟クラブ野球団
バイタルネット、新潟コンマーシャル倶楽部が北信越2次予選に進出

### 長野県1次予選
- 代表決定リーグ戦

第1戦　NTT信越硬式野球クラブ　22－1　長野好球クラブ
第2戦　TDK千曲川　15－0　フェデックス
第3戦　NTT信越硬式野球クラブ　8－2　フェデックス
第4戦　フェデックス　8－0　長野好球クラブ
第5戦　TDK千曲川　11－4　長野好球クラブ
第6戦　TDK千曲川　6－3　NTT信越硬式野球クラブ
（予選結果　1位・TDK千曲川、2位・NTT信越硬式野球クラブ、3位・フェデックス、4位・長野好球クラブ）
TDK千曲川、NTT信越硬式野球クラブが北信越2次予選に進出

### 富山県1次予選
- 対抗戦

第1戦　北銀クラブ　7－1　伏木海陸運送
第2戦　北銀クラブ　6－5　伏木海陸運送
両チームとも北信越2次予選に進出

### 北信越2次予選
- 1回戦

NTT信越硬式野球クラブ　5－1　TDK千曲川
新潟コンマーシャル倶楽部　11－6　ハピネス学園クラブ
伏木海陸運送　4－2　北銀クラブ
- 2回戦

NTT信越硬式野球クラブ　2－1　バイタルネット
伏木海陸運送　6－1　新潟コンマーシャル倶楽部
- 代表決定戦

伏木海陸運送　3－0　NTT信越硬式野球クラブ
伏木海陸運送が本戦出場

## 京滋奈地区

### 滋賀県1次予選
- 1回戦

近江八幡野球クラブ　5－2　瀬田クラブ
- 2回戦（代表決定戦）

日本IBM野洲　23－0　全大津野球団
甲賀健康医療専門学校　4－0　近江八幡野球クラブ
- 決勝

日本IBM野洲　7－0　甲賀健康医療専門学校
日本IBM野洲、甲賀健康医療専門学校が京滋奈2次予選に進出

### 京都府1次予選
- 1回戦

島津製作所　7－2　東山クラブ
日本新薬　24－0　高島屋
- 2回戦（代表決定戦）

三菱自動車京都　17－3　島津製作所
日本新薬　3－1　ニチダイ
- 敗者復活代表決定戦

ニチダイ　8－0　東山クラブ
島津製作所　8－1　高島屋
三菱自動車京都、日本新薬、ニチダイ、島津製作所が京滋奈2次予選に進出

### 奈良県1次予選
- 1回戦

ミキハウス　12－2　GSG斑鳩クラブ
奈良アンビションズクラブ　7－2　フリーダム生駒クラブ
大和高田クラブ　12－0　奈良産業大学OBクラブ
帝塚山大学OBクラブ　6－2　一城クラブ
- 敗者復活1回戦

GSG斑鳩クラブ　22－1　フリーダム生駒クラブ
奈良産業大学OBクラブ　27－9　一城クラブ
- 準決勝

ミキハウス　12－2　奈良アンビションズクラブ
大和高田クラブ　13－1　帝塚山大学OBクラブ
- 敗者復活2回戦

奈良アンビションズクラブ　5－1　奈良産業大学OBクラブ
GSG斑鳩クラブ　（不戦勝）　帝塚山大学OBクラブ
- 敗者復活3回戦

奈良アンビションズクラブ　5－2　GSG斑鳩クラブ
- 第1代表決定戦

ミキハウス　7－1　大和高田クラブ
- 第2代表決定戦

大和高田クラブ　7－0　奈良アンビションズクラブ
ミキハウス、大和高田クラブが京滋奈2次予選に進出

### 京滋奈2次予選
- 1回戦

日本新薬　7－0　甲賀健康医療専門学校
ニチダイ　3－1　ミキハウス
日本IBM野洲　5－1　大和高田クラブ
三菱自動車京都　8－0　島津製作所
- 敗者復活1回戦

ミキハウス　13－0　甲賀健康医療専門学校
大和高田クラブ　4－2　島津製作所
- 準決勝

日本新薬　3－2　ニチダイ
日本IBM野洲　4－2　三菱自動車京都
- 敗者復活2回戦

ミキハウス　9－2　三菱自動車京都
ニチダイ　5－4　大和高田クラブ
- 敗者復活3回戦

ニチダイ　3－0　ミキハウス
- 代表決定戦

日本新薬　9－3　日本IBM野洲
- 近畿予選代表決定戦

日本IBM野洲　2－1　ニチダイ
日本新薬が本戦出場、日本IBM野洲は近畿地区予選に進出

## 阪和地区
- 1回戦

箕島球友会　12－0　大阪ウイング硬式野球クラブ
- 2回戦

日本生命　10－0　箕島球友会
松下電器　13－4　デュプロ
NTT西日本　15－1　大阪ペーシェンスクラブ
大阪ガス　10－0　中山硬式野球クラブ
- 敗者復活1回戦

中山硬式野球クラブ　23－0　大阪ペーシェンスクラブ
- 敗者復活2回戦

デュプロ　13－0　大阪ウイング硬式野球クラブ
箕島球友会　9－5　中山硬式野球クラブ
- 準決勝

松下電器　4－3　日本生命
大阪ガス　3－0　NTT西日本
- 敗者復活3回戦

NTT西日本　2－1　デュプロ
日本生命　6－2　箕島球友会
- 敗者復活4回戦

NTT西日本　3－1　日本生命
- 第1代表決定戦

大阪ガス　3－2　松下電器
- 第2代表決定戦

松下電器　2－0　NTT西日本
大阪ガス、松下電器が本戦出場、NTT西日本は近畿地区予選に進出

## 兵庫地区
- 1回戦

神戸製鋼　7－0　新日鐵広畑
- 2回戦

神戸製鋼　2－1　全播磨硬式野球団
三菱重工神戸　7－0　アスピア学園
- 敗者復活1回戦

新日鐵広畑　6－1　アスピア学園
- 敗者復活2回戦

新日鐵広畑　1－0　全播磨硬式野球団
- 代表決定戦

三菱重工神戸　6－3　神戸製鋼
- 近畿予選代表決定戦

神戸製鋼　5－1　新日鐵広畑
三菱重工神戸が本戦出場、神戸製鋼は近畿地区予選に進出

## 近畿地区
- 代表決定リーグ戦

第1戦　NTT西日本　5－3　日本IBM野洲
第2戦　日本IBM野洲　3－1　神戸製鋼
第3戦　NTT西日本　2－1　神戸製鋼　（延長10回）
（1位：NTT西日本（2勝）、2位：日本IBM野洲（1勝1敗）、3位：神戸製鋼（2敗））
NTT西日本が本戦出場

## 中国地区

### 岡山県1次予選
- 予選リーグ戦

第1戦　三菱自動車水島　9－1　柵原クラブ
第2戦　川崎製鉄水島　10－3　柵原クラブ
第3戦　川崎製鉄水島　6－5　三菱自動車水島
川崎製鉄水島、三菱自動車水島が中国2次予選に進出

### 広島県1次予選
- 1回戦

常石鉄工　6－5　広島医療体育学院専門学校
ワイテック　11－2　スポーツ医学専門学校クラブ
JR西日本　10－0　広島鯉城クラブ
- 2回戦（代表決定戦）

NKK　7－0　常石鉄工
NTT西日本中国野球クラブ　2－0　ワイテック
JR西日本　9－4　三菱重工広島
三菱三原硬式野球クラブ　5－3　リースキン広島
- 敗者復活1回戦

広島医療体育学院専門学校　5－1　スポーツ医学専門学校クラブ
常石鉄工　10－5　広島鯉城クラブ
三菱重工広島　4－0　ワイテック
- 敗者復活2回戦（代表決定戦）

リースキン広島　18－0　広島医療体育学院専門学校
三菱重工広島　4－2　常石鉄工
- 準決勝

NTT西日本中国野球クラブ　6－4　NKK
JR西日本　7－0　三菱三原硬式野球クラブ
- 第1,2代表決定戦

JR西日本　10－3　NTT西日本中国野球クラブ
- 第3,4代表決定戦

NKK　10－9　三菱三原硬式野球クラブ
- 第5,6代表決定戦

リースキン広島　2－1　三菱重工広島
JR西日本、NTT西日本中国野球クラブ、NKK、三菱三原硬式野球クラブ、リースキン広島、三菱重工広島が中国2次予選に進出

### 山口県1次予選
- 代表決定リーグ戦

第1戦　協和発酵　12－0　海上自衛隊岩国クラブ
第2戦　光シーガルズ　19－2　航空自衛隊防府クラブ
第3戦　航空自衛隊防府クラブ　5－3　海上自衛隊岩国クラブ
第4戦　光シーガルズ　8－4　防府クラブ
第5戦　協和発酵　8－0　航空自衛隊防府クラブ
第6戦　協和発酵　6－0　光シーガルズ
第7戦　航空自衛隊防府クラブ　5－1　防府クラブ
第8戦　光シーガルズ　7－0　航空自衛隊防府クラブ
第9戦　協和発酵　6－1　防府クラブ
協和発酵、光シーガルズが中国2次予選に進出

### 中国2次予選
- 1回戦

三菱重工広島　5－3　NKK
NTT西日本中国野球クラブ　6－1　光シーガルズ
- 2回戦

三菱重工広島　4－2　JR西日本
リースキン広島　7－3　三菱三原硬式野球クラブ
協和発酵　3－2　三菱自動車水島
川崎製鉄水島　4－3　NTT西日本中国野球クラブ
- 敗者復活1回戦

光シーガルズ　7－6　三菱三原硬式野球クラブ
NKK　8－3　三菱自動車水島
- 敗者復活2回戦

JR西日本　5－3　光シーガルズ
NKK　3－1　NTT西日本中国野球クラブ
- 準決勝

三菱重工広島　4－2　リースキン広島
協和発酵　6－4　川崎製鉄水島
- 敗者復活3回戦

JR西日本　7－5　川崎製鉄水島
NKK　8－4　リースキン広島
- 敗者復活4回戦

NKK　10－2　JR西日本
- 第1代表決定戦

協和発酵　6－3　三菱重工広島
- 第2代表決定戦

NKK　3－1　三菱重工広島
協和発酵、NKKが本戦出場

## 四国地区
- 1回戦

四国銀行　13－6　JR四国
松山フェニックス　（不戦勝）　徳島野球倶楽部（棄権）
- 代表決定戦

四国銀行　4－0　松山フェニックス
四国銀行が本戦出場

## 九州地区

### 福岡県1次予選
- 1回戦

九州三菱自動車　11－1　沖データ・コンピュータ教育学院
新日鐵八幡　12－2　DTJ福岡
- 準決勝

九州三菱自動車　3－2　JR九州
日産自動車九州　10－1　新日鐵八幡
- 決勝

日産自動車九州　6－0　九州三菱自動車
全チームが九州2次予選に出場

### 長崎県1次予選
- 対抗戦

三菱重工長崎　7－2　佐世保ドリームスターズ
両チームとも九州2次予選に出場

### 沖縄県1次予選
- 対抗戦

沖縄電力　6－1　SOLA沖縄
両チームとも九州2次予選に出場

### 九州2次予選
- 1回戦

大分ハーキュリーズ　22－0　DTJ福岡
新日鐵八幡　7－2　JR九州
沖データ・コンピュータ教育学院　12－2　佐世保ドリームスターズ
沖縄電力　8－2　SOLA沖縄
- 2回戦

日産自動車九州　10－1　大分ハーキュリーズ
九州三菱自動車　6－5　新日鐵八幡
ホンダ熊本　4－1　沖データ・コンピュータ教育学院
三菱重工長崎　8－4　沖縄電力
- 敗者復活1回戦

沖データ・コンピュータ教育学院　15－0　DTJ福岡
沖縄電力　5－4　JR九州
大分ハーキュリーズ　15－3　佐世保ドリームスターズ
新日鐵八幡　3－1　SOLA沖縄
- 敗者復活2回戦

沖縄電力　5－3　沖データ・コンピュータ教育学院
新日鐵八幡　1－0　大分ハーキュリーズ
- 準決勝

日産自動車九州　11－1　九州三菱自動車
ホンダ熊本　4－3　三菱重工長崎
- 敗者復活3回戦

九州三菱自動車　5－2　沖縄電力
三菱重工長崎　4－3　新日鐵八幡
- 敗者復活4回戦

三菱重工長崎　4－3　九州三菱自動車
- 第1代表決定戦

ホンダ熊本　3－1　日産自動車九州
- 第2代表決定戦

三菱重工長崎　6－2　日産自動車九州
ホンダ熊本、三菱重工長崎が本戦出場